# Ivan Obradović
Ivan Obradović (serbisk kyrilliska: Иван Обрадовић), född 25 juli 1988 i Obrenovac, Socialistiska republiken Serbien, SFR Jugoslavien (nuvarande Serbien), är en serbisk fotbollsspelare. 
Obradović spelar för den serbiska klubben Partizan Belgrad och Serbiens fotbollslandslag.

## Karriär
I oktober 2020 blev Obradović klar för en återkomst i Partizan Belgrad.